# Universidade de Osaka
A Universidade de Osaka (大阪大学, Osaka Daigaku, abreviado como 阪大, Handai) é uma instituição nacional de ensino superior localizada em Osaka, Japão. A Handai foi fundada em 1868 como uma das universidades imperiais e está entre as mais antigas do país.
A Universidade de Osaka é reconhecida pela excelência em ensino e pesquisa, principalmente nas áreas de ciências básicas, tecnologia e medicina. Está diretamente relaciona a um prêmio Nobel de Física concedido ao Professor Hideki Yukawa e foi o local onde Akio Morita, fundador da Sony, completou seus estudos. Os robos desenvolvidos nesta universidade são frequentemente destaque em revistas tecno-científicas.
Atualmente, rankings nacionais e internacionais classificam a universidade de Osaka como uma das melhores do país e da Ásia.
Em 1º de outubro de 2007 foi oficializada a junção da Universidade de Estudos Estrangeiros de Osaka, localizada na cidade de Minoo, com a Universidade de Osaka.

## Ex-alunos, representantes da universidade
Os vencedores do Prêmio Nobel, Hideki Yukawa e Akira Yoshino, receberam seus doutorados na Universidade de Osaka. Os ex-alunos incluem ganhadores do Prêmio Crafford, Prêmio Wolf, Prêmio Albert Lasker, Prêmio Robert Koch e muito mais.
- Hideki Yukawa, Prêmio Nobel em física 1949
- Akira Yoshino, Prêmio Nobel em química 2019
- Tadamitsu Kishimoto, Prêmio Crafoord 2009
- Toshio Hirano, Prêmio Crafoord 2009
- Osamu Hayaishi, Prêmio Lobo medicina 1986
- Hidesaburo Hanafusa, Prêmio Albert Lasker de Pesquisa Médica Básica 1982
- Shizuo Akira, Prêmio Robert Koch 2004
- Hiroshi Ishiguro, cientista robô
- Akio Morita, fundador da Sony